# ميثيون
ميثيون (ماساتشوستس) (بالإنجليزية: Methuen, Massachusetts)‏ هي مدينة تقع في الولايات المتحدة في مقاطعة إسكس. يقدر عدد سكانها بـ 47,255 نسمة ومساحتها 59.7 كم2 وترتفع عن سطح البحر 35 متر.

## التركيبة السكانية
حدّد مكتب تعداد الولايات المتحدة بيانات التركيبة السكانية لميثيون في تعداد الولايات المتحدة. في ما يلي، التركيبة السكانية حسب تعدادي 2000 و2010.

### تعداد عام 2000
بلغ عدد سكان ميثيون 43,789 نسمة بحسب تعداد عام 2000، وبلغ عدد الأسر 16,532 أسرة وعدد العائلات 11,541 عائلة مقيمة في المدينة. في حين سجلت الكثافة السكانية 735.3 نسمة لكل كيلومتر مربع (1,904.4/ميل2). وبلغ عدد الوحدات السكنية 16,885 وحدة بمتوسط كثافة قدره 283.5 لكل كيلومتر مربع (734.3/ميل2).
وتوزع التركيب العرقي للمدينة بنسبة 89.35% من البيض و1.35% من الأمريكيين الأفارقة و0.22% من الأمريكيين الأصليين و2.38% من الأمريكيين ذوي الأصول الآسيوية و0.01% من سكان جزر المحيط الهادئ و4.87% من الأعراق الأخرى و1.82% من عرقين مختلطين أو أكثر و9.64% من الهسبانيون أو اللاتينيون من أي عرق.
بلغ عدد الأسر 16,532 أسرة كانت نسبة 35.6% منها لديها أطفال تحت سن الثامنة عشر تعيش معهم، وبلغت نسبة الأزواج القاطنين مع بعضهم البعض 53.3% من أصل المجموع الكلي للأسر، ونسبة 12.2% من الأسر كان لديها معيلات من الإناث دون وجود شريك، بينما كانت نسبة 4.3% من الأسر لديها معيلون من الذكور دون وجود شريكة وكانت نسبة 30.2% من غير العائلات. تألفت نسبة 25.3% من أصل جميع الأسر من عدة أفراد يعيشون في نفس المنزل ونسبة 11.6% كانت تتألف من شخص يعيش بمفرده يبلغ من العمر 65 عاماً أو أكثر. وبلغ متوسط حجم الأسرة المعيشية 2.62، أما متوسط حجم العائلات فبلغ 3.17.
بلغ العمر الوسطي للسكان 37.5 عاماً. وكانت نسبة 24.7% من القاطنين تحت سن الثامنة عشر، وكانت نسبة 7.3% بين الثامنة عشر والرابعة والعشرين عاماً، ونسبة 31% كانت واقعةً في الفئة العمرية ما بين الخامسة والعشرين والرابعة والأربعين عاماً، ونسبة 21.5% كانت ما بين الخامسة والأربعين والرابعة والستين، ونسبة 14.4% كانت ضمن فئة الخامسة والستين عاماً فما فوق. يوجد لكل 100 أنثى 93.0 ذكر، ويوجد لكل 100 أنثى في الثامنة عشر من عمرها فما فوق 88.4 ذكر.
بلغ متوسط دخل الأسرة في المدينة 49,627 دولارًا، أما متوسط دخل العائلة فبلغ 59,831 دولارًا. وكان متوسط دخل الذكور 41,693 دولارًا مقابل 31,864 دولارًا للإناث. وسجل دخل الفرد الخاص بالمدينة 22,305 دولارًا. وكانت نسبة 5.8% من العائلات ونسبة 7.4% من السكان تحت خط الفقر، وكان من هؤلاء نسبة 10% تحت سن الثامنة عشر ونسبة 7.7% في الخامسة والستين من العمر وما فوق.

### تعداد عام 2010
بلغ عدد سكان ميثيون 47,255 نسمة بحسب تعداد عام 2010، وبلغ عدد الأسر 17,529 أسرة وعدد العائلات 12,311 عائلة مقيمة في المدينة. في حين سجلت الكثافة السكانية 793.5 نسمة لكل كيلومتر مربع (2,055.2/ميل2). وبلغ عدد الوحدات السكنية 18,340 وحدة بمتوسط كثافة قدره 308 لكل كيلومتر مربع (797.7/ميل2).
وتوزع التركيب العرقي للمدينة بنسبة 82.03% من البيض و3.12% من الأمريكيين الأفارقة و0.34% من الأمريكيين الأصليين و3.74% من الأمريكيين ذوي الأصول الآسيوية و0.02% من سكان جزر المحيط الهادئ و8.27% من الأعراق الأخرى و2.48% من عرقين مختلطين أو أكثر و18.05% من الهسبانيون أو اللاتينيون من أي عرق.
بلغ عدد الأسر 17,529 أسرة كانت نسبة 35.6% منها لديها أطفال تحت سن الثامنة عشر تعيش معهم، وبلغت نسبة الأزواج القاطنين مع بعضهم البعض 50.7% من أصل المجموع الكلي للأسر، ونسبة 14.4% من الأسر كان لديها معيلات من الإناث دون وجود شريك، بينما كانت نسبة 5.1% من الأسر لديها معيلون من الذكور دون وجود شريكة وكانت نسبة 29.8% من غير العائلات. تألفت نسبة 24.9% من أصل جميع الأسر من عدة أفراد يعيشون في نفس المنزل ونسبة 10.7% كانت تتألف من شخص يعيش بمفرده يبلغ من العمر 65 عاماً أو أكثر. وبلغ متوسط حجم الأسرة المعيشية 2.67، أما متوسط حجم العائلات فبلغ 3.21.
بلغ العمر الوسطي للسكان 39.3 عاماً. وكانت نسبة 23.8% من القاطنين تحت سن الثامنة عشر، وكانت نسبة 8.3% بين الثامنة عشر والرابعة والعشرين عاماً، ونسبة 26.2% كانت واقعةً في الفئة العمرية ما بين الخامسة والعشرين والرابعة والأربعين عاماً، ونسبة 27.9% كانت ما بين الخامسة والأربعين والرابعة والستين، ونسبة 13.8% كانت ضمن فئة الخامسة والستين عاماً فما فوق. وتوزع التركيب الجنسي للسكان بنسبة 47.6% ذكور و52.4% إناث.

## أعلام
- جوزيف هول
- إلياس جيمس خوري
- فرانك إس. جايلز
- جورج ويلر
- جورج نيانغ